# Ntbackup
Pour les articles homonymes, voir BKF.
ntbackup est une application de sauvegarde intégrée, introduite avec le système Windows NT en 1997, et maintenue sur les systèmes Windows 2000 et Windows XP. Elle utilise un format propriétaire .BKF pour sauvegarder les données
ntbackup permet non seulement de sauvegarder les fichiers, mais aussi le "system state".
À partir de Windows Vista, ntbackup a été remplacé par le composant sauvegarder et restaurer. ntbackup ne peut plus être utilisé sur Windows 7 ni sur Windows 2008.

## Syntaxe
ntbackup backup [ systemstate ] "@bks file name" /J {"job name"} [/P {"pool name"}] [/G {"guid name"}] [/T { "tape name"}] [/N {"media name"}] [/F {"file name"}] [/D {"set description"}] [/DS {"server name"}] [/IS {"server name"}] [/A] [/V:{yes|no}] [/R:{yes|no}] [/L:{f|s|n}] [/M {backup type}] [/RS:{yes|no}] [/HC:{on|off}] [/SNAP:{on|off}]